# Katipo signoreti
Katipo signoreti är en insektsart som beskrevs av Evans 1934. Katipo signoreti ingår i släktet Katipo och familjen dvärgstritar. Inga underarter finns listade i Catalogue of Life.